# 山内久重
山内 久重（やまのうち ひさしげ、生没年不詳）は、安土桃山時代から江戸時代前期の砲術家。通称は太郎兵衛。

## 経歴・人物
天文6年（1537年）南蛮に渡り砲術を修めた田布施流砲術の祖である田布施忠宗に、のちその徒弟である酒井正重の門人となった。